# Leis de Clarke
Leis de Clarke foram como ficaram conhecidas três formulações elaboradas pelo escritor de ficção científica britânico Arthur C. Clarke acerca da relação entre o homem e a tecnologia, são elas:
1. Quando um cientista distinto e experiente diz que algo é possível, é quase certeza que tem razão. Quando ele diz que algo é impossível, ele está muito provavelmente errado.
2. O único caminho para desvendar os limites do possível é aventurar-se um pouco além dele, adentrando o impossível.
3. Qualquer tecnologia suficientemente avançada é indistinguível da magia.

## História
Inicialmente, era só uma lei, conhecida como a Lei de Clarke, proposta no ensaio Hazards of Prophecy: The Failure of Imagination (Perigo da Profecia: A Falha da Imaginação), do livro Profiles of the Future: An Inquiry into the Limits of the Possible (Perfis do Futuro: Um Inquérito dentro dos Limites do Possível), de 1962. Essa primeira lei vinha acompanhada de uma definição sobre o que seria a idade avançada:
"Em física, matemática e astronáutica, significa acima dos trinta anos. Em outras disciplinas, a decadência senil é por vezes adiada até os quarenta anos. Claro que existem gloriosas exceções; mas, como qualquer pesquisador recém saído da faculdade sabe, cientistas acima dos cinqüenta só servem para reuniões de diretoria e devem ser mantidos fora do laboratório a qualquer custo."
Existia também outra observação, só que menor. Mas a edição francesa do livro colocou tal observação como a segunda lei o que agradou Clarke, que aceitou a mudança e ainda adicionou mais uma lei (a mais famosa) alegando que se os dois "Isaacs" se contentavam com três leis, ele já não precisava mais postular nenhuma. Os "Isaacs" são Isaac Newton e Isaac Asimov. Newton, cientista inglês enunciador das Leis de Newton e Asimov, escritor russo de ficção científica que elaborou as Três Leis da Robótica.
Apesar disso, Clarke ainda continuou criando algumas leis mais "informais". Como no Apêndice 2 de “The Odissey File”, descreve sua lei número 69: “Ler manuais de computador sem o hardware é tão frustrante quanto ler manuais sobre sexo sem o software”.

## Outras versões
As leis de Clarke geraram várias outras versões, paródias, corolários e snowclones. 

### Variações da primeira lei
A primeira lei de Clarke (que dizia: "Quando um cientista distinto e experiente diz que algo é possível...") foi revista pelo cientista Isaac Asimov que criou o corolário de Asimov: 
"No entanto, quando o público leigo se reúne em torno de uma ideia que é denunciada por cientistas renomados, porém idosos, e apoia essa ideia com grande fervor e emoção — os cientistas renomados, porém idosos, provavelmente estão certos."

### Variações da terceira lei
A terceira lei de Clarke ("Qualquer tecnologia suficientemente avançada...") foi reescrita por diversos autores conforme os exemplos a seguir:
- "Qualquer tecnologia distinguível da magia é insuficientemente avançada." (Gregory Benford- físico e escritor de ficção científica).[4]

- "Qualquer inteligência extraterrestre suficientemente avançada é indistinguível de Deus."[5] (Conhecida como a última lei de Shermer, criada por Michael Shermer - psicólogo e historiador)

- "Qualquer lixo suficientemente avançado é indistinguível da magia." No original, "Any sufficiently advanced garbage is indistinguishable from magic."[6] (Conhecido como o corolário de Bruce Sterling)